# Hipismo nos Jogos Olímpicos de Verão de 2024 - Adestramento individual
A competição do adestramento individual do hipismo nos Jogos Olímpicos de Verão de 2024 foi realizada entre 30 de julho e 4 de agosto no Palácio de Versalhes, em Paris. Como todos os outros eventos equestres, a competição de adestramento é aberta para ginetes de ambos os gêneros, totalizando 60 participantes de 30 Comitês Olímpicos Nacionais (CON).

## Qualificação
Cada CON poderia inscrever até três ginetes no adestramento individual. As vagas foram alocadas ao CON, que selecionou os competidores. Havia 60 vagas disponíveis, distribuídas da seguinte forma:
- Membros das equipes (45 vagas): cada um dos 15 CONs qualificados no evento por equipes inscreveu seus três membros no evento individual;
- Ranking (15 vagas): Os dois primeiros ginetes, sendo um por CON e excluindo os CONs com equipes qualificadas, em cada uma das sete regiões geográficas receberam uma vaga, com uma vaga final baseada no ranking independentemente da região geográfica.

## Formato
A competição seguiu o mesmo formato implementado na edição anterior, com duas rodadas definindo os medalhistas (Grand Prix e Grand Prix Freestyle):
- Grand Prix: todos os 60 ginetes competem. Eles são divididos em 6 grupos de 10, competindo entre dois dias. Os dois melhores em cada grupo, junto com os seis melhores no geral, avançam para o Grand Prix Freestyle; o Grand Prix também serve como fase de qualificação do evento por equipes.
- Grand Prix Freestyle: os 18 classificados competem e os melhores colocados recebem as medalhas (as pontuações da fase anterior não são consideradas).

## Calendário
Horário local (UTC+2)
| Data                | Hora  | Fase                 |
| ------------------- | ----- | -------------------- |
| 30 de julho de 2024 | 11:00 | Grand Prix Dia 1     |
| 31 de julho de 2024 | 10:00 | Grand Prix Dia 2     |
| 4 de agosto de 2024 | 10:00 | Grand Prix Freestyle |

## Medalhistas
| Ouro   | GER Jessica von Bredow-Werndl com TSF Dalera |
| Prata  | GER Isabell Werth com Wendy                  |
| Bronze | GBR Charlotte Fry com Glamourdale            |

## Resultados

### Grand Prix
Os dois primeiros de cada grupo (Q) e os seis ginetes com as próximas melhores pontuações (q) se classificaram para a final (Grand Prix Freestyle). Um desempate em várias etapas seria usado, inclusive por sorteio caso necessário.
| Pos. | Grupo | Ginete                    | CON                      | Cavalo                     | Total GP | Notas |
| ---- | ----- | ------------------------- | ------------------------ | -------------------------- | -------- | ----- |
| 1    | F     | Jessica von Bredow-Werndl | GER Alemanha             | TSF Dalera                 | 82.065   | Q     |
| 2    | D     | Cathrine Laudrup-Dufour   | DEN Dinamarca            | Freestyle                  | 80.792   | Q     |
| 3    | D     | Isabell Werth             | GER Alemanha             | Wendy                      | 78.913   | Q     |
| 4    | A     | Charlotte Fry             | GBR Grã-Bretanha         | Glamourdale                | 78.028   | q     |
| 5    | A     | Nanna Skodborg Merrald    | DEN Dinamarca            | Zepter                     | 78.028   | Q     |
| 6    | A     | Dinja van Liere           | NED Países Baixos        | Hermes                     | 77.764   | Q     |
| 7    | A     | Carl Hester               | GBR Grã-Bretanha         | Fame                       | 77.345   | q     |
| 8    | B     | Daniel Bachmann Andersen  | DEN Dinamarca            | Vayron                     | 76.910   | Q     |
| 9    | D     | Isabel Freese             | NOR Noruega              | Total Hope                 | 76.817   | q     |
| 10   | B     | Frederic Wandres          | GER Alemanha             | Bluetooth                  | 76.118   | Q     |
| 11   | C     | Becky Moody               | GBR Grã-Bretanha         | Jagerbomb                  | 74.938   | Q     |
| 12   | E     | Emmelie Scholtens         | NED Países Baixos        | Indian Rock                | 74.581   | Q     |
| 13   | C     | Patrik Kittel             | SWE Suécia               | Touchdown                  | 74.317   | Q     |
| 14   | E     | Victoria Max-Theurer      | AUT Áustria              | FH Abbeglen                | 74.301   | Q     |
| 15   | E     | Therese Nilshagen         | SWE Suécia               | Dante Weltino              | 73.991   | q     |
| 16   | F     | Pauline Basquin           | FRA França               | Sertorius de Rima Z        | 73.711   | Q     |
| 17   | B     | Emma Kanerva              | FIN Finlândia            | Greek Air                  | 73.680   | q     |
| 18   | E     | Sandra Sysojeva           | POL Polônia              | Maxima Bella               | 73.416   | q     |
| 19   | B     | Flore de Winne            | BEL Bélgica              | Flynn FRH                  | 73.028   |       |
| 20   | C     | Adrienne Lyle             | USA Estados Unidos       | Helix                      | 72.593   |       |
| 21   | F     | Hans Peter Minderhoud     | NED Países Baixos        | Toto Jr.                   | 72.578   |       |
| 22   | D     | Domien Michiels           | BEL Bélgica              | Intermezzo V/H Meerdaalhof | 72.531   |       |
| 23   | C     | Larissa Pauluis           | BEL Bélgica              | Flambeau                   | 72.127   |       |
| 24   | F     | Nicolas Wagner            | LUX Luxemburgo           | Quarter Back Junior FRH    | 71.988   |       |
| 25   | B     | Juliette Ramel            | SWE Suécia               | Buriël K.H.                | 71.553   |       |
| 26   | D     | Florian Bacher            | AUT Áustria              | Escorial                   | 71.009   |       |
| 27   | E     | Julio Mendoza Loor        | ECU Equador              | Goldstrike                 | 70.839   |       |
| 28   | F     | Borja Carrascosa          | ESP Espanha              | Frizzantino FRH            | 70.823   |       |
| 29   | A     | Corentin Pottier          | FRA França               | Gotilas du Feauillard      | 70.683   |       |
| 30   | D     | Henri Ruoste              | FIN Finlândia            | Tiffanys Diamond           | 70.621   |       |
| 31   | E     | Alexandre Ayache          | FRA França               | Jolene                     | 70.279   |       |
| 32   | F     | Simone Pearce             | AUS Austrália            | Destano                    | 70.171   |       |
| 33   | A     | João Oliva                | BRA Brasil               | Feel Good VO               | 70.093   |       |
| 34   | C     | Hwang Young-shik          | KOR Coreia do Sul        | Delmonte 7                 | 70.000   |       |
| 35   | E     | William Matthew           | AUS Austrália            | Mysterious Star            | 69.953   |       |
| 36   | C     | Claudio Castilla Ruiz     | ESP Espanha              | Hi-Rico Do Sobral          | 69.829   |       |
| 37   | B     | Abigail Lyle              | IRL Irlanda              | Giraldo                    | 69.441   |       |
| 38   | A     | Justina Vanagaite         | LTU Lituânia             | Nabab                      | 69.208   |       |
| 39   | A     | Jayden Brown              | AUS Austrália            | Quincy B                   | 68.991   |       |
| 40   | F     | Melissa Galloway          | NZL Nova Zelândia        | Windermere J'Obei W        | 68.913   |       |
| 41   | A     | Naïma Moreira-Laliberté   | CAN Canadá               | Statesman                  | 68.711   |       |
| 42   | D     | Yessin Rahmouni           | MAR Marrocos             | All At Once                | 68.696   |       |
| 43   | F     | Camille Carier Bergeron   | CAN Canadá               | Finnländerin               | 68.338   |       |
| 44   | E     | Rita Ralão Duarte         | POR Portugal             | Irao                       | 68.261   |       |
| 45   | A     | Stefan Lehfellner         | AUT Áustria              | Roberto Carlos MT          | 68.183   |       |
| 46   | B     | Patricia Ferrando         | VEN Venezuela            | Honnaisseur                | 67.143   |       |
| 47   | B     | Katarzyna Milczarek       | POL Polônia              | Guapo                      | 66.910   |       |
| 48   | B     | António do Vale           | POR Portugal             | Fine Fellow H              | 66.910   |       |
| 49   | C     | Chris von Martels         | CAN Canadá               | Eclips                     | 66.863   |       |
| 50   | C     | Maria Caetano             | POR Portugal             | Hit Plus                   | 66.630   |       |
| 51   | F     | Steffen Peters            | USA Estados Unidos       | Suppenkasper               | 66.490   |       |
| 52   | D     | Anush Agarwalla           | IND Índia                | Sir Caramello              | 66.444   |       |
| 53   | C     | Alisa Glinka              | MDA Moldávia             | Abercrombie                | 66.056   |       |
| 54   | E     | Joanna Robinson           | FIN Finlândia            | Glamouraline               | 65.630   |       |
| 55   | C     | Andrina Suter             | SUI Suíça                | Fibonacci                  | 65.590   |       |
| 56   | A     | Caroline Chew             | SGP Singapura            | Zatchmo                    | 63.351   |       |
| 57   | E     | Yvonne Losos de Muñiz     | DOM República Dominicana | Aquamarijn                 | 61.211   |       |
| 58   | D     | Juan Antonio Jiménez      | ESP Espanha              | Euclides                   | 60.171   |       |
| 59   | F     | Aleksandra Szulc          | POL Polônia              | Breakdance                 | 60.078   |       |
| –    | B     | Marcus Orlob              | USA Estados Unidos       | Jane                       | EL       | EL    |

### Grand Prix Freestyle

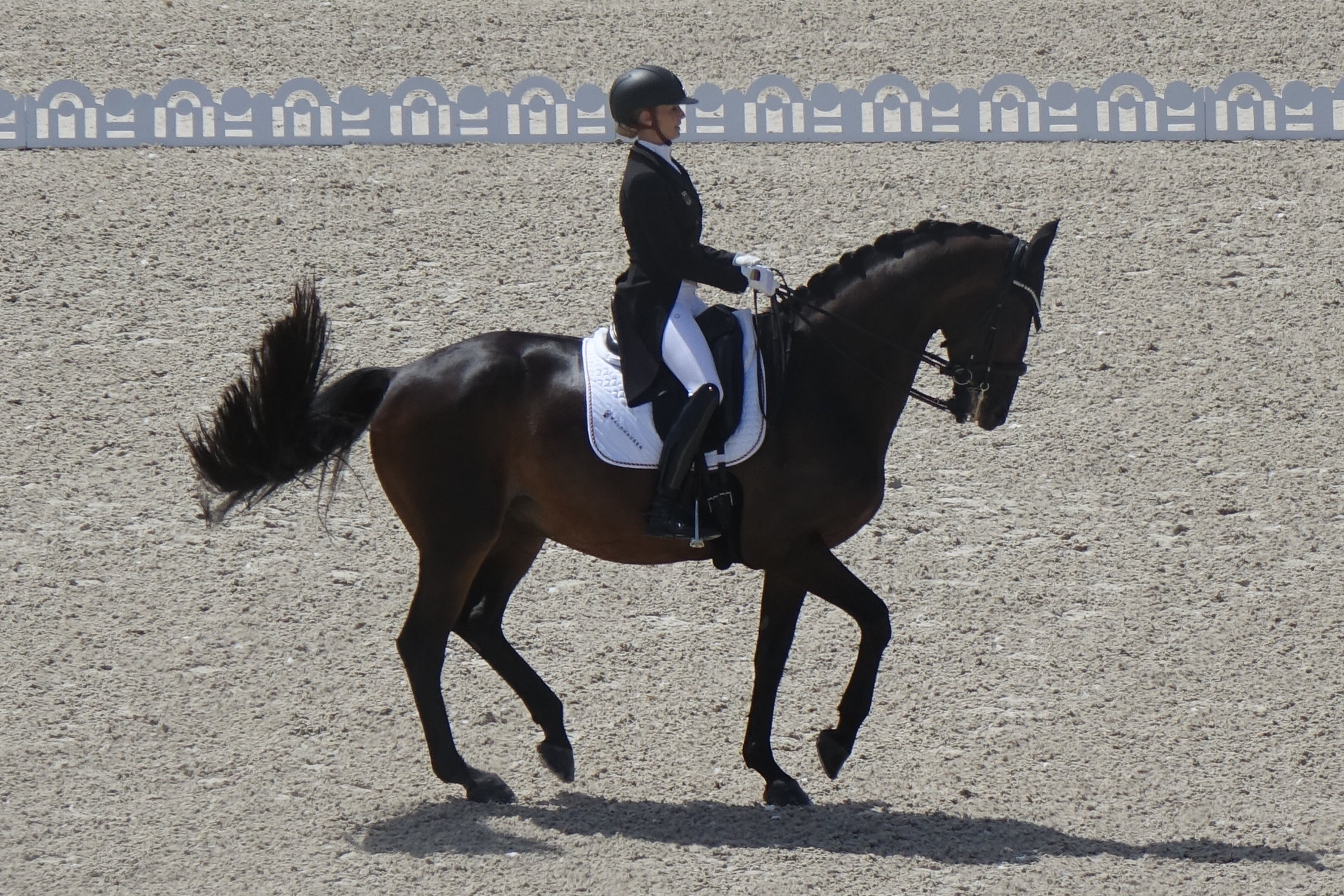
Jessica von Bredow-Werndl e TSF Dalera conquistaram a medalha de ouro

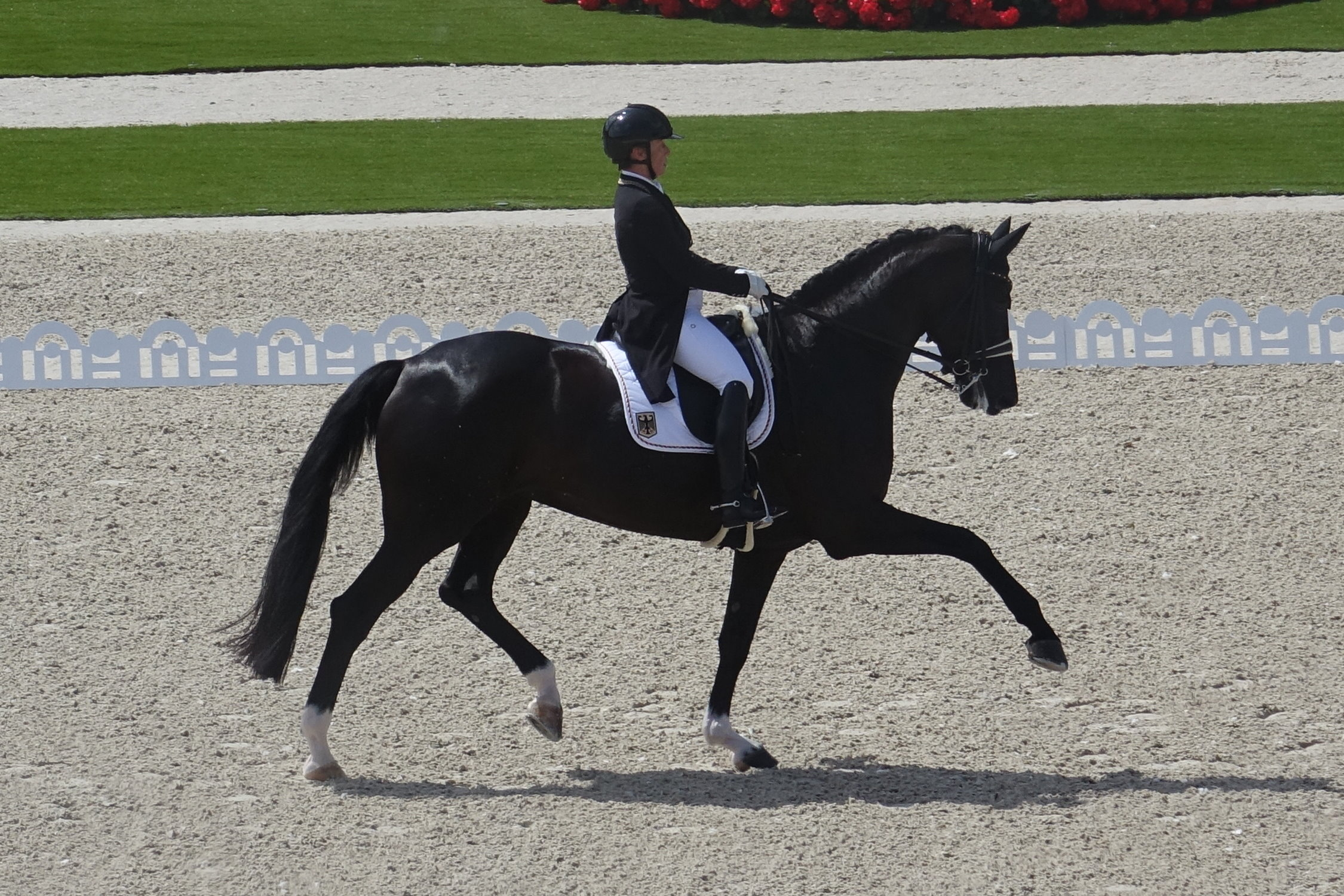
Isabell Werth e Wendy ficaram com a medalha de prata

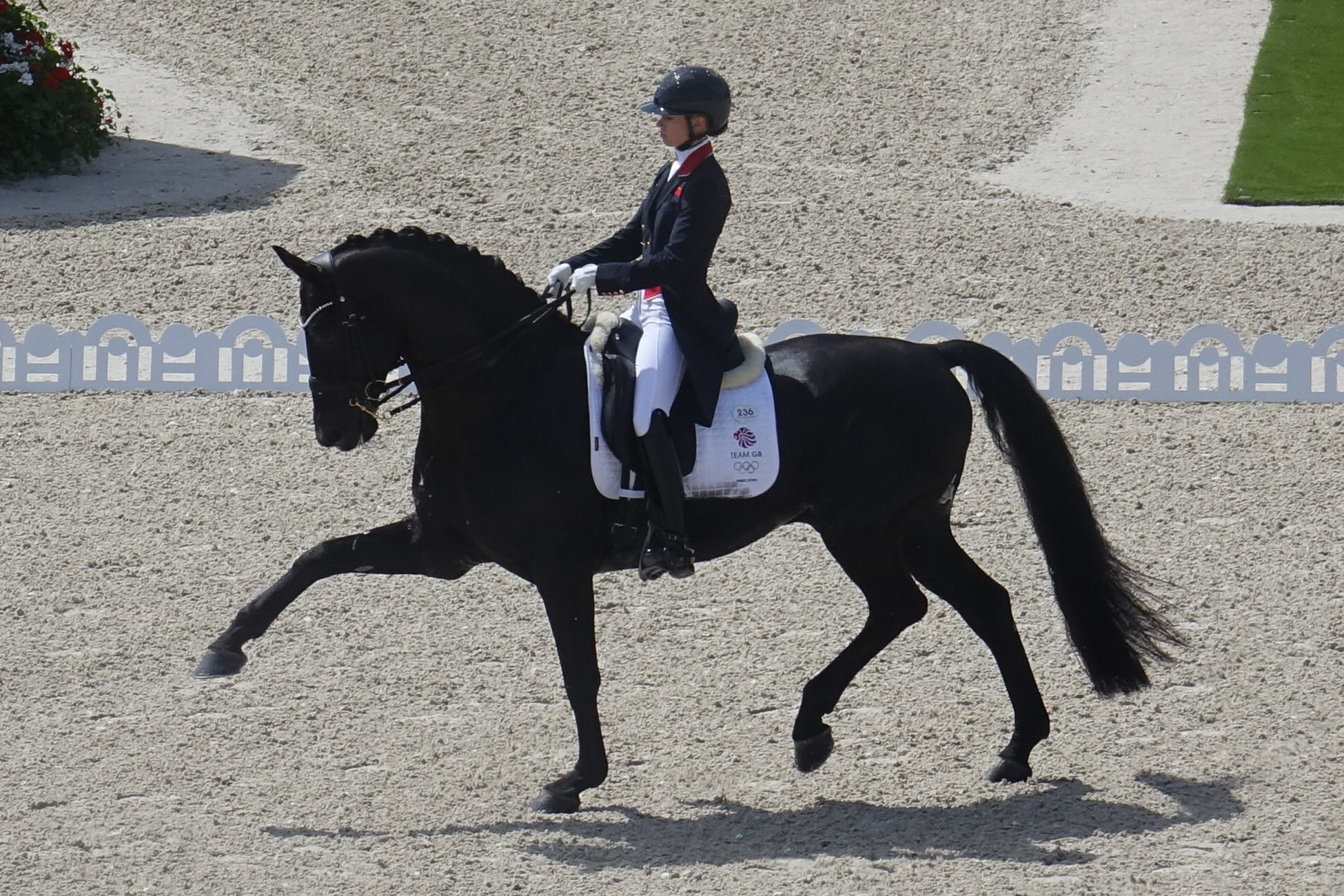
Charlotte Fry e Glamourdale completaram o pódio com o bronze

As melhores pontuações no Grand Prix Freestyle definiram os medalhistas.
| Pos.              | Ginete                    | CON               | Cavalo              | Total GPF |
| ----------------- | ------------------------- | ----------------- | ------------------- | --------- |
| Medalha de ouro   | Jessica von Bredow-Werndl | GER Alemanha      | TSF Dalera          | 90.093    |
| Medalha de prata  | Isabell Werth             | GER Alemanha      | Wendy               | 89.614    |
| Medalha de bronze | Charlotte Fry             | GBR Grã-Bretanha  | Glamourdale         | 88.971    |
| 4                 | Dinja van Liere           | NED Países Baixos | Hermes              | 88.432    |
| 5                 | Cathrine Laudrup-Dufour   | DEN Dinamarca     | Freestyle           | 88.093    |
| 6                 | Carl Hester               | GBR Grã-Bretanha  | Fame                | 85.161    |
| 7                 | Daniel Bachmann Andersen  | DEN Dinamarca     | Vayron              | 84.850    |
| 8                 | Becky Moody               | GBR Grã-Bretanha  | Jagerbomb           | 84.357    |
| 9                 | Nanna Skodborg Merrald    | DEN Dinamarca     | Zepter              | 83.293    |
| 10                | Isabel Freese             | NOR Noruega       | Total Hope          | 83.050    |
| 11                | Emmelie Scholtens         | NED Países Baixos | Indian Rock         | 81.750    |
| 12                | Emma Kanerva              | FIN Finlândia     | Greek Air           | 81.607    |
| 13                | Frederic Wandres          | GER Alemanha      | Bluetooth           | 81.350    |
| 14                | Patrik Kittel             | SWE Suécia        | Touchdown           | 80.854    |
| 15                | Sandra Sysojeva           | POL Polônia       | Maxima Bella        | 80.075    |
| 16                | Pauline Basquin           | FRA França        | Sertorius de Rima Z | 79.118    |
| 17                | Victoria Max-Theurer      | AUT Áustria       | Abbeglen FH NRW     | 75.37     |
| 18                | Therese Nilshagen         | SWE Suécia        | Dante Welting       | 74.714    |